# جاردین استراتژیک
جاردین استراتژیک (به انگلیسی: Jardine Strategic) شرکت هلدینگ سنگاپوری است، که در زمینه مبادلات سهام شرکت‌ها، مدیریت سرمایه‌گذاری و مدیریت دارایی فعالیت می‌کند.
شرکت جاردین استراتژیک در سال ۱۹۸۶ توسط خانواده کزیک تأسیس شد. این شرکت هم‌اکنون مدیریت شمار زیادی از شرکت‌ها و دارایی‌های این خانواده در صنایع مختلف را برعهده دارد، که برای نمونه می‌توان به شرکت‌های هنگ کنگ لند، جاردین سایکل اند کریج، مرغ سوخاری کنتاکی، استارباکس سنگاپور، پیتزا هات سنگاپور و ۷-ایلون سنگاپور اشاره کرد.
دفاتر مرکزی این شرکت در شهر سنگاپور و همیلتون، برمودا قرار دارند و بخشی از سهام آن در بازارهای بورس سنگاپور، بورس لندن و بورس برمودا معامله می‌شود.